# Tabloid
Tabloid je naziv za dnevne (ponekad i tjedne) novine koje obilježavaju kratke vijesti s puno fotografija. Obično sadržavaju vrlo malo analiza i komentara, uz vrlo uočljive i senzacionalističke naslove, a često se bave tendencionalno senzacionalističkim sadržajima. Velik prostor posvećuju vijestima o kriminalu, skandalima i osobnom životu slavnih i športskih zvijezda. Zbog svog sadržaja, tabloidi su vrlo često novine visokih naklada.

## Povezani članak
- žuti tisak

## Vanjske poveznice
- Tabloid na Hrvatskoj enciklopediji